# سكايلر صامويلز
سكايلر روز صامويلز (بالإنجليزية: Skyler Rose Samuels)‏ هي ممثلة أمريكية من مواليد 14 أبريل 1994. هي معروف بدور «جيجي» في مسلسل ويزردز أوف ويفرلي بليس على قناة ديزني وأيضاً ظهرت في أفلام زوج الأم (2009) وفري فينجينز (2010) والصديقة السمينة القبيحة (2015). حالياً تجسد دور رئيسي في مسلسل الرعب والكوميديا ملكات الصراخ (2015).

## حياة شخصية

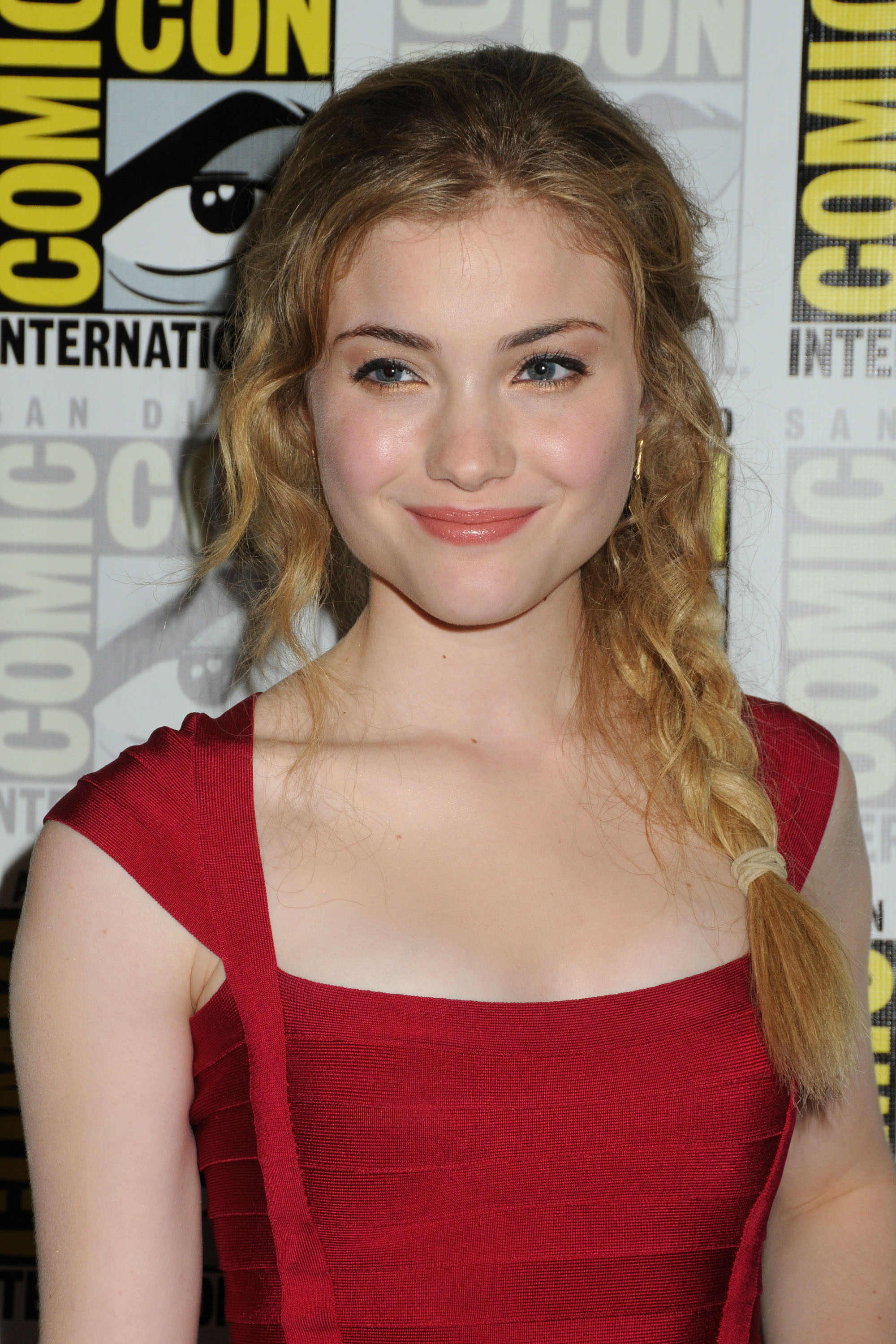
سكايلر صامويلز في كوميك-كون 2011.

ولدت سكايلر لأب يعمل كمارشال وأم تعمل منتجة تلفزيونية. لديها ثلاثة أخوة كودي وهاريسون وجاك، وأخت واحدة هيذر. هي حالياً تدرس التسويق والملكية الفكرية في جامعة ستانفورد.

## الحياة المهنية
أول ظهور لسكايلر كان في مسلسل دريك أند جوش بدور آشلي بليك في حلقة واحدة. لاحقاً في 2005 ظهرت في ذا سويت لايف أوف زاك أند كودي وذاتس سو رايفن. ظهرت سكايلر بدور الفتاة اللئيمة «جيجي» في ويزردز أوف ويفرلي بليس بثلاثة حلقات في 2007 و2008. هي أيضاً ظهرت في فيلم زوج الأم بدور ثانوي.
كانت سكايلر جزء من طاقم التمثيل الرئيسي في مسلسلي ذا غيتس (2010) وذا ناين لايفز أوف كول كينغ (2011)، لكن كلاهما تعرض للإلغاء بعد موسم واحد. ظهرت سكايلر في 2010 في فيلم فري فينجينز الذي فشل في شباك التذاكر وتلقى مراجعات سلبية من النقاد. أيضاً ظهرت في 4 حلقات من الموسم الرابع من مسلسل قصة رعب أمريكية:فريك شو.
في 2015، ظهرت بدور ثانوي في فيلم الكوميديا الصديقة السمينة القبيحة ودور رئيسي في فيلم الكوميديا والرومانسية شارون 1.2.3، ومسلسل الكوميديا والرعب ملكات الصراخ.

## فيلموغرافيا

### فيلم
| سنة  | عنوان                                                    | دور                | ملاحظات   |
| ---- | -------------------------------------------------------- | ------------------ | --------- |
| 2005 | Final Approach                                           | ماري جو            | فيديو     |
| 2005 | A Host of Trouble                                        | مورين              | فيلم قصير |
| 2005 | The Adventures of Big Handsome Guy and His Little Friend | فيلم قصير          |           |
| 2009 | The Stepfather                                           | بيث هاردينغ        |           |
| 2010 | Furry Vengeance                                          | آمبر               |           |
| 2014 | Helicopter Mom                                           | كاري               |           |
| 2014 | Sharon 1.2.3.                                            | شارون رقم 3        |           |
| 2015 | The Duff                                                 | جيسيكا هاريس "جيس" |           |

### تلفزيون
| سنة         | عنوان                             | دور          | ملاحظات                         |
| ----------- | --------------------------------- | ------------ | ------------------------------- |
| 2004        | Drake & Josh                      | آشلي بليك    | حلقة: "Little Diva"             |
| 2005        | The Suite Life of Zack & Cody     | برينا        | حلقة: "The Fairest of Them All" |
| 2005        | That's So Raven                   | كريسي كولينز | حلقة: "Goin' Hollywood"         |
| 2006        | .Love, Inc                        | مورين        | حلقة: "Arrested Development"    |
| 2007–2008   | Wizards of Waverly Place          | جيجي         | 3 حلقات                         |
| 2009        | Bless This Mess                   | ليبي         | فيلم تلفزيون                    |
| 2010        | The Gates                         | آندي بيتس    | 13 حلقة                         |
| 2011        | The Nine Lives of Chloe King      | كول كينغ     | شخصية رئيسية                    |
| 2013        | Bloodline                         | بيرد بنسون   | فيلم تلفزيون                    |
| 2014        | American Horror Story: Freak Show | بوني ليبتون  | 4 حلقات                         |
| 2015–الحاضر | Scream Queens                     | غرايس        | دور رئيسي                       |

## جوائز
| السنة | النتيجة                | الجائزة          | فئة                          | المستلم(ون) |
| ----- | ---------------------- | ---------------- | ---------------------------- | ----------- |
| 2011  |                        |                  |                              |             |
| رُشِّح   | جائزة اختيار المراهقين | أفضل مسلسل جديد  | The Nine Lives of Chloe King |             |
| رُشِّح   | جائزة اختيار المراهقين | أفضل ممثلة جديدة | سكايلر صامويلز               |             |

## روابط خارجية
- سكايلر صامويلز على موقع IMDb (الإنجليزية)
- سكايلر صامويلز على موقع روتن توميتوز (الإنجليزية)
- سكايلر صامويلز على موقع ألو سيني (الفرنسية)
- سكايلر صامويلز على موقع أول موفي (الإنجليزية)
- سكايلر صامويلز على موقع قاعدة بيانات الأفلام السويدية (السويدية)
- سكايلر صامويلز على موقع قاعدة بيانات الفيلم (الإنجليزية)
- سكايلر صامويلز على موقع كينوبويسك (الروسية)